# Rugby sevens nos Jogos da Commonwealth de 2018
O rugby sevens nos Jogos da Commonwealth de 2018 foi realizado no Estádio Robina em Gold Coast, na Austrália, entre os dias 13 e 15 de abril. Foi a sexta edição que o torneio masculino foi disputado, com a participação de 16 equipes, e a estreia do torneio feminino disputado por oito equipes.

## Medalhistas
| Evento    | Ouro | Prata | Bronze |
| Masculino | Scott Curry Tim Mikkelson Trael Joass Etene Nanai-Seturo Dylan Collier Vilimoni Koroi Sam Dickson Andrew Knewstubb Regan Ware Kurt Baker Akuila Rokolisoa Sione Molia NZL Nova Zelândia                                    | Sevuloni Mocenacagi Ratu Vakurinabili Kalione Nasoko Paula Dranisinukula Semi Kunatani Jasa Veremalua Mesulame Kunavula Vatemo Ravouvou Jerry Tuwai Alasio Naduva Eroni Sau Amenoni Nasilasila Samisoni Viriviri FIJ Fiji | Richard de Carpentier Mike Ellery Phil Burgess Dan Norton James Rodwell Tom Mitchell Dan Bibby Alex Davis Ollie Lindsay-Hague Ruaridh McConnochie Ethan Waddleton Harry Glover ENG Inglaterra                |
| Feminino  | Alena Saili Shakira Baker Stacey Waaka Niall Williams Sarah Goss Michaela Blyde Tyla Nathan-Wong Kelly Brazier Gayle Broughton Theresa Fitzpatrick Portia Woodman Tenika Willison Risealeaana Pouri-Lane NZL Nova Zelândia | Shannon Parry Sharni Williams Demi Hayes Dom du Toit Emma Tonegato Vani Pelite Charlotte Caslick Cassie Staples Emma Sykes Alicia Quirk Emilee Cherry Ellia Green Georgie Friedrichs AUS Austrália                        | Claire Allan Abigail Brown Lydia Thompson Emily Scarratt Natasha Hunt Deborah Fleming Heather Fisher Emily Scott Alex Matthews Megan Jones Jessica Breach Amy Wilson-Hardy Victoria Fleetwood ENG Inglaterra |

## Torneio masculino

### Primeira fase
|  | Equipes classificadas às semifinais                   |
|  | Equipes classificadas aos jogos de consolação (5º–8º) |

Todos os jogos seguem a hora oficial de Gold Coast (UTC+10)
| Equipe           | Pts | J | V | E | D | DP   |
| ---------------- | --- | - | - | - | - | ---- |
| África do Sul    | 9   | 3 | 3 | 0 | 0 | +116 |
| Escócia          | 7   | 3 | 2 | 0 | 1 | +47  |
| Papua-Nova Guiné | 5   | 3 | 1 | 0 | 2 | –53  |
| Malásia          | 3   | 3 | 0 | 0 | 3 | –110 |

| Horário | Jogo           | Jogo | Jogo           |
| ------- | -------------- | ---- | -------------- |
| 11:43   | Escócia        | 27–0 | Papua-N. Guiné |
| 12:05   | África do Sul  | 43–0 | Malásia        |
| 18:15   | Escócia        | 41–0 | Malásia        |
| 18:37   | África do Sul  | 52–0 | Papua-N. Guiné |
| 21:55   | Papua-N. Guiné | 31–5 | Malásia        |
| 22:17   | África do Sul  | 26–5 | Escócia        |

| Equipe     | Pts | J | V | E | D | DP  |
| ---------- | --- | - | - | - | - | --- |
| Inglaterra | 9   | 3 | 3 | 0 | 0 | +75 |
| Austrália  | 7   | 3 | 2 | 0 | 1 | +35 |
| Samoa      | 5   | 3 | 1 | 0 | 2 | –21 |
| Jamaica    | 3   | 3 | 0 | 0 | 3 | –89 |

| Horário | Jogo       | Jogo  | Jogo      |
| ------- | ---------- | ----- | --------- |
| 9:31    | Austrália  | 24–7  | Samoa     |
| 9:53    | Inglaterra | 38–5  | Jamaica   |
| 13:11   | Austrália  | 32–5  | Jamaica   |
| 13:33   | Inglaterra | 33–0  | Samoa     |
| 19:43   | Samoa      | 36–7  | Jamaica   |
| 20:05   | Inglaterra | 26–17 | Austrália |

| Equipe        | Pts | J | V | E | D | DP   |
| ------------- | --- | - | - | - | - | ---- |
| Nova Zelândia | 9   | 3 | 3 | 0 | 0 | +113 |
| Quênia        | 7   | 3 | 2 | 0 | 1 | +30  |
| Canadá        | 5   | 3 | 1 | 0 | 2 | +5   |
| Zâmbia        | 3   | 3 | 0 | 0 | 3 | –148 |

| Horário | Jogo          | Jogo  | Jogo   |
| ------- | ------------- | ----- | ------ |
| 10:15   | Canadá        | 10–26 | Quênia |
| 10:37   | Nova Zelândia | 54–0  | Zâmbia |
| 13:55   | Canadá        | 47–0  | Zâmbia |
| 14:17   | Nova Zelândia | 40–7  | Quênia |
| 20:27   | Quênia        | 47–0  | Zâmbia |
| 20:49   | Nova Zelândia | 33–7  | Canadá |

| Equipe        | Pts | J | V | E | D | DP   |
| ------------- | --- | - | - | - | - | ---- |
| Fiji          | 9   | 3 | 3 | 0 | 0 | +116 |
| Uganda        | 7   | 3 | 2 | 0 | 1 | +52  |
| País de Gales | 5   | 3 | 1 | 0 | 2 | –57  |
| Sri Lanka     | 3   | 3 | 0 | 0 | 3 | –111 |

| Horário | Jogo          | Jogo  | Jogo          |
| ------- | ------------- | ----- | ------------- |
| 10:59   | País de Gales | 31–5  | Uganda        |
| 11:21   | Fiji          | 63–5  | Sri Lanka     |
| 17:31   | País de Gales | 42–12 | Sri Lanka     |
| 17:53   | Fiji          | 54–0  | Uganda        |
| 21:11   | Uganda        | 33–10 | Sri Lanka     |
| 21:33   | Fiji          | 21–17 | País de Gales |

### Fase final
| Horário               | Jogo      | Jogo  | Jogo          |
| --------------------- | --------- | ----- | ------------- |
| Classificação 5º–8º   |           |       |               |
| 10:15                 | Austrália | 33–5  | Quênia        |
| 10:37                 | Escócia   | 19–12 | País de Gales |
| Disputa pelo 7º lugar |           |       |               |
| 13:11                 | Quênia    | 24–28 | País de Gales |
| Disputa pelo 5º lugar |           |       |               |
| 13:33                 | Austrália | 26–0  | Escócia       |

| Horário             | Jogo          | Jogo  | Jogo          |
| ------------------- | ------------- | ----- | ------------- |
| Semifinais          |               |       |               |
| 11:43               | Inglaterra    | 12–17 | Nova Zelândia |
| 12:05               | África do Sul | 19–24 | Fiji          |
| Disputa pelo bronze |               |       |               |
| 14:17               | Inglaterra    | 21–14 | África do Sul |
| Final               |               |       |               |
| 15:04               | Nova Zelândia | 14–0  | Fiji          |

### Classificação final
| Pos. | Equipe               |
| ---- | -------------------- |
|      | NZL Nova Zelândia    |
|      | FIJ Fiji             |
|      | ENG Inglaterra       |
| 4    | RSA África do Sul    |
| 5    | AUS Austrália        |
| 6    | SCO Escócia          |
| 7    | WAL País de Gales    |
| 8    | KEN Quênia           |
| 9    | CAN Canadá           |
| 9    | SAM Samoa            |
| 9    | UGA Uganda           |
| 9    | PNG Papua-Nova Guiné |
| 13   | SRI Sri Lanka        |
| 13   | JAM Jamaica          |
| 13   | MAS Malásia          |
| 13   | ZAM Zâmbia           |

## Torneio feminino

### Primeira fase
|  | Equipes classificadas às semifinais                   |
|  | Equipes classificadas aos jogos de consolação (5º–8º) |

Todos os jogos seguem a hora oficial de Gold Coast (UTC+10)
| Equipe        | Pts | J | V | E | D | DP   |
| ------------- | --- | - | - | - | - | ---- |
| Nova Zelândia | 9   | 3 | 3 | 0 | 0 | +103 |
| Canadá        | 7   | 3 | 2 | 0 | 1 | +24  |
| Quênia        | 5   | 3 | 1 | 0 | 2 | –48  |
| África do Sul | 3   | 3 | 0 | 0 | 3 | –79  |

| Horário | Jogo          | Jogo  | Jogo          |
| ------- | ------------- | ----- | ------------- |
| 16:31   | Canadá        | 29–0  | África do Sul |
| 16:53   | Nova Zelândia | 45–0  | Quênia        |
| 19:11   | Canadá        | 24–12 | Quênia        |
| 19:33   | Nova Zelândia | 41–0  | África do Sul |

| Horário | Jogo          | Jogo  | Jogo   |
| ------- | ------------- | ----- | ------ |
| 12:27   | África do Sul | 10–19 | Quênia |
| 12:49   | Nova Zelândia | 24–7  | Canadá |

| Equipe        | Pts | J | V | E | D | DP  |
| ------------- | --- | - | - | - | - | --- |
| Austrália     | 9   | 3 | 3 | 0 | 0 | +53 |
| Inglaterra    | 7   | 3 | 2 | 0 | 1 | +40 |
| Fiji          | 5   | 3 | 1 | 0 | 2 | +3  |
| País de Gales | 3   | 3 | 0 | 0 | 3 | –96 |

| Horário | Jogo       | Jogo  | Jogo          |
| ------- | ---------- | ----- | ------------- |
| 17:15   | Fiji       | 5–17  | Inglaterra    |
| 17:37   | Austrália  | 34–5  | País de Gales |
| 18:59   | Inglaterra | 45–0  | País de Gales |
| 19:21   | Austrália  | 17–10 | Fiji          |
| 19:55   | Fiji       | 29–7  | País de Gales |
| 20:17   | Austrália  | 29–12 | Inglaterra    |